# Hypena yoshimalis
Hypena yoshimalis är en fjärilsart som beskrevs av Alfred Ernest Wileman och West 1930. Hypena yoshimalis ingår i släktet Hypena och familjen nattflyn. Inga underarter finns listade i Catalogue of Life.